# La Sirène (film, 2023)
Pour les articles homonymes, voir La Sirène.
Pour plus de détails, voir Fiche technique et Distribution.
La Sirène est un film d'animation français, allemand, luxembourgeois et belge réalisé par Sepideh Farsi et sorti en 2023.

## Synopsis
En 1980, au début de la guerre Iran-Irak (1980-1988), une attaque de missiles irakiens sème chaos et désolation dans la métropole pétrolière iranienne d'Abadan, isolée, encerclée, assiégée.
Siège d'Abadan.
Omer, quatorze ans, y vit avec son grand-père, attendant son frère, qui combat au front. 
Le garçon part à sa recherche et rencontre des personnes insolites qui ont de bonnes raisons de rester en ville. 
Parmi elles, une célèbre diva et sa fille Pari, dont Omer tombe amoureux. 
La situation s'aggrave et Omer cherche des moyens de fuir la ville assiégée. 
Il découvre un vieux bateau de construction traditionnelle, et espère l'utiliser pour sauver ceux qu'il aime.

## Fiche technique
- Titre original : The Siren
- Réalisation : Sepideh Farsi
- Scénario : Javad Djavahery
- Animation : Denis Briant et Amael Isnard
- Décors :
- Montage : Isabelle Manquillet et Grégoire Sivan
- Musique : Erik Truffaz
- Production : Sebastien Onomo, Vanessa Ciszewski, David Grumbach, Annemie Degryse et Richard Lutterbeck
- Société de production : Les Films d'Ici, Lunanime, Katuh Studio et BAC Cinéma
- Société de distribution : BAC Films
- Pays de production :  France,  Allemagne,  Luxembourg et  Belgique
- Langue originale : persan
- Format : couleur — 2,35:1
- Genre : animation
- Durée : 100 minutes
- Dates de sortie :
  - Allemagne : 16 février 2023 (Berlin)
  - France : 12 juin 2023 (Festival d'Annecy)

## Distribution
- Mina Kavani
- Hadmidreza Djavdan
- Babak Karimi

## Distinctions
- Festival international du film d'animation d'Annecy 2023 : Prix de la meilleure musique originale dans la catégorie longs métrages